# Surcamps
Surcamps (picardisch: Surcamp) ist eine nordfranzösische Gemeinde mit 77 Einwohnern (Stand 1. Januar 2022) im Département Somme in der Region Hauts-de-France. Die Gemeinde liegt im Arrondissement Amiens und gehört zum Kanton Flixecourt.

## Geographie
Die im Nordosten von einer Trasse der Chaussée Brunehaut, die von dem rund 26 km entfernten Amiens kommt (heutige Départementsstraße 118), begrenzte Gemeinde liegt zwischen Vauchelles-lès-Domart, Brucamps und Domart-en-Ponthieu. 

## Geschichte
Auf einer Anhöhe im Bois de Coroy im Osten der Gemeinde liegen die Ruinen einer 1943 von französischen Gefangenen errichteten Raketenabschussbasis der deutschen Wehrmacht.

## Einwohner
| 1962 | 1968 | 1975 | 1982 | 1990 | 1999 | 2006 | 2011 |
| ---- | ---- | ---- | ---- | ---- | ---- | ---- | ---- |
| 74   | 67   | 82   | 73   | 64   | 56   | 69   | 73   |

## Verwaltung
Bürgermeister (maire) ist seit 2001 Lucien Carle.

## Sehenswürdigkeiten
- Kirche Nativité-de-la-Sainte-Vierge aus dem 19. Jahrhundert mit zwei Statuen aus dem 15. Jahrhundert